# Lucille (album)
Pour les articles homonymes, voir Lucille.
Albums de B.B. King
Live at the Regal
(1965) Live and Well
(1969)
Lucille est un album du chanteur et guitariste américain de blues B. B. King, sorti en 1968. Il s'agit du nom de la guitare de ce dernier.

## Chansons
Toutes les chansons sont écrites et composées par B.B. King, sauf mention contraire.
| 1.    | Lucille                     |                                         | 10:16 |
| 2.    | You Move Me So              |                                         | 2:03  |
| 3.    | Country Girl                |                                         | 4:25  |
| 4.    | Mo Money, No Luck Blues     | Ivory Joe Hunter                        | 3:49  |
| 5.    | I Need Your Love            | Walter Spriggs                          | 2:22  |
| 6.    | Rainin' All the Time        |                                         | 2:56  |
| 7.    | I'm with You                |                                         | 2:31  |
| 8.    | Stop Putting the Hurt on Me |                                         | 3:04  |
| 9.    | Watch Yourself              | Sidney Barnes, Louis Gross, George Kerr | 5:47  |
| 37:38 |                             |                                         |       |